# Sunninghill
Sunninghill è un villaggio del Berkshire, nel Royal Borough of Windsor and Maidenhead, appartenente alla parrocchia civile di Sunninghill and Ascot. 

## Geografia e trasporti
Il villaggio si trova a circa 19 km a sud est dell' Aeroporto di Heathrow ed a circa 42 dal centro di Londra. Confina con Ascot, città che ospita uno dei più famosi ippodromi inglesi. Si trova vicino a Sunningdale, Bracknell, Windsor Great Park ed al Wentworth Golf Club.  Il comune di Windsor si trova a circa 11 km.
L'allacciamento della autostrada M3 con la statale A30 si trova a meno di 2 km a Lightwater. Il collegamento con la Tangenziale di Londra (London Obital), uscita n.3 di Staines e n.11 di Chertsey si trovano entrambi a circa 11 km.
Le stazioni ferroviarie più vicine sono ad Ascot ed a Sunningdale, sulla linea Londra-Waterloo - Reading.

## Storia
Il nome Sunninghill significa "la casa dei Sunna", una tribù anglosassone.
L'attuale chiesa parrocchiale anglicana di San Michele Arcangelo e di Tutti gli Angeli risale all'890 ma fu ricostruita nel 1808 e dal 1826 al 1827.
Cordes Hall, nel centro del paese, fu progettata dagli architetti Joseph ed Edweard Francis Morris e costruita nel 1902.